# Xã Greeley, Quận Saline, Kansas
Xã Greeley (tiếng Anh: Greeley Township) là một xã thuộc quận Saline, tiểu bang Kansas, Hoa Kỳ. Năm 2010, dân số của xã này là 833 người.